# Шишкина, Марина Анатольевна
Мари́на Анато́льевна Ши́шкина (род. 14 апреля 1960, Чудово, Новгородская область) — российский политический и общественный деятель, депутат Законодательного Собрания Санкт-Петербурга V и VII созывов, член высшего экспертного совета РАСО; декан факультета журналистики СПбГУ (1995—2010).

## Образование
В 1977 году с золотой медалью окончила школу № 1 в Чудово и поступила на факультет журналистики ЛГУ им. А. А. Жданова.
После окончания университета в 1982—1986 годах работала корреспондентом газеты «Ленинское знамя» в Тосно Ленинградской области.
В 1988—1991 годах обучалась в очной аспирантуре и в 1991 году защитила в Минске кандидатскую диссертацию на тему «Радиовещание в системе экономического информирования крупного промышленного центра».
В 1999 году защитила в СПбГУ диссертацию «Связи с общественностью в системе социального управления». В 2000 году ей была присуждена учёная степень доктора социологических наук, в 2002 году получила учёное звание профессора.

## Педагогическая деятельность
С 1986 года работала ассистентом кафедры радио и телевидения факультета журналистики ЛГУ.
В 1991—1994 годах работала ассистентом, старшим преподавателем, доцентом факультета журналистики СПбГУ.
В 1991—1993 годах — заместитель декана факультета журналистики СПбГУ. В 1995 году Шишкиной присвоено учёное звание доцента.
С 1995 по 2010 год являлась избранным деканом факультета журналистики СПбГУ. Стала второй (после М. И. Прохоровой) женщиной-деканом за всю историю университета.
В 1996 году под руководством М. А. Шишкиной была открыта кафедра общественных связей и рекламы, а через год новая специальность 022000 — «Связи с общественностью». Участвовала в разработке нового государственного стандарта по специальности «Связи с общественностью» в рабочей группе УМО. С 2005 года М. А. Шишкина возглавляла кафедру современной периодической печати.
29 июня 2009 года на заседании Ученого совета СПбГУ Марина Шишкина выступила с критикой в адрес руководства университета. 5 марта 2010 года была уволена с выборной должности декана факультета журналистики приказом ректора СПбГУ Н. М. Кропачева за неисполнение обязанностей, нецелевое использование бюджетных средств (в 2008 году — в общей сумме не менее 11 млн. 529,7 тыс. руб.), предоставление искаженной бюджетной отчетности, нарушения при стипендиальном обеспечении и материальной поддержки учащихся, нарушения Устава СПбГУ и законодательства РФ. Незадолго до увольнения с должности декана приказом Рособрнадзора от 12.02.2010 Марина Анатольевна была исключена из состава диссертационного совета, действовавшего на базе Санкт-Петербургского университета.17 сентября 2011 года городская судебная коллегия признала увольнение незаконным. Рассмотрев кассационную жалобу, суд признал увольнение законным.
В 2011 году работала советником ректора и заведовала кафедрой в Северо-Западной академии государственной службы.
В 2011 году работала директором Института политической журналистики Университета профессиональной политики.

## Профессиональная карьера
Автор более 100 публикаций по проблемам радиовещания, рекламы и связей с общественностью, среди которых научные статьи, учебно-методические пособия, справочники. Автор монографии «Паблик рилейшнз в системе социального управления», соавтор коллективной монографии «Современный PR-рынок». В 1989 году стала автором-составителем первого в регионе каталога-справочника «Деловой Северо-Запад», каталога «Видеобизнес».
В 2001—2005 годы — президент Российской ассоциации по связям с общественностью (РАСО); в настоящее время — член Высшего экспертного совета РАСО.
Входит в состав редколлегии журнала «Вестник Санкт-Петербургского государственного университета» серии «Филология, востоковедение, журналистика» (СПбГУ) и журнала «Невский наблюдатель» (СПбГУ); главный редактор журналов «PR-диалог» и «Масс-медиа XXI век» (1998—2005). Активно участвует в работе ежегодной научно-практической конференции факультета журналистики СПбГУ, конференциях в МГУ, МГИМО, Университета телекоммуникаций, зарубежных вузах. Как президент РАСО участвовала в организации и проведении конференций («Деловая репутация и социальная ответственность бизнеса», «Дни PR» в Казани, Ярославле, Екатеринбурге, Нижнем Новгороде и в других городах).
4 июня 2011 года избрана секретарём Правления Союза журналистов Санкт-Петербурга и Ленинградской области. После избрания нового руководства Союза журналистов возглавила образовательные программы «Профи-Центра» СЖ.
Участвует в профессиональной PR-деятельности, является членом правления Союза журналистов Санкт-Петербурга, член художественного совета ТРК «Петербург». Председатель жюри региональных конкурсов «Проба», «Белое крыло». Входит в состав Совета Медийных Ассоциаций (САМИ). Вице-президент Академии журналистики Санкт-Петербурга.

## Политическая карьера
В октябре 2011 года стала кандидатом в депутаты Законодательного собрания Санкт-Петербурга от 52 территории Приморского района по спискам партии Справедливая Россия.
4 декабря 2011 года по результатам выборов в Законодательное Собрание Санкт-Петербурга была избрана депутатом. Работала в должности заместителя председателя постоянной комиссии по образованию, культуре и науке.
31 марта 2017 года в рамках отчетно-перевыборной конференции партии «Справедливая Россия» в Санкт-Петербурге Марина Шишкина была избрана новым председателем регионального отделения.
5 апреля 2023 года заявила о выходе из партии «Справедливая Россия — За правду». Ранее Шишкина заявляла, что не намерена поддерживать союз лидера партии «Справедливая Россия — За правду» Сергея Миронова с Евгением Пригожиным и ЧВК «Вагнер».

## Семья
Первым браком была замужем за адвокатом Андреем Шишкиным, ныне директором Дома радио ТРК «Петербург». Второй муж — Сергей Петров, бывший декан Медицинского факультета СПбГУ. Имеет дочь, сына и 2 внучки.

## Награды
- В 2004 году М. А. Шишкиной вручена медаль «В память 300-летия Санкт-Петербурга».
- В 2005 году М. А. Шишкина награждена медалью ордена «За заслуги перед Отечеством» II степени.
- В 2009 году получила Премию Правительства в области печатных средств массовой информации.

Лауреат профессиональных премий «Серебряный лучник» и «PRоба», награждена почетной грамотой Минобразования РФ, другими правительственными и профессиональными наградами.

## Книги
- Шишкина М. А. Паблик рилейшнз в системе социального управления. СПб., 1999 — 2-е изд. СПб.: СЗРЦ «Русич», Паллада-медиа. — 2002. — 448 с.
- Шишкина М. А. Публичные коммуникации в истории цивилизации. СПб., 2005.
- Шишкина М. А. Связи с общественностью в России: развитие нового рынка. СПб., 2004.
- Кривоносов А. Д., Филатова О. Г., Шишкина М. А. Основы теории связей с общественностью. СПб., 2010.